# Этнические меньшинства в Грузии
Основными этническими меньшинствами в Грузии являются азербайджанцы, армяне, украинцы, русские, греки, абхазы, осетины, кистинцы, ассирийцы и езиды.

## Этнические меньшинства
Согласно «Отчёту об оценке национальной интеграции и толерантности в Грузии» за 2007—2008 гг. в Грузии проживают следующие этнические группы:
| Народ         | Всего населения |
| ------------- | --------------- |
| Всего         | 4,371,535       |
| Грузины       | 3,661,173       |
| Азербайджанцы | 284,761         |
| Армяне        | 248,929         |
| Русские       | 67,671          |
| Осетины       | 38,028          |
| Езиды         | 18,329          |
| Греки         | 15,166          |
| Кистинцы      | 7,110           |
| Украинцы      | 7,039           |
| Абхазы        | 3,527           |
| Ассирийцы     | 4,000           |

## Историческая справка
Этнический состав Грузии менялся от одной исторической эпохи к другой. Это происходило в результате определённых экономических, политических или социальных факторов. Грузинский академик Вахтанг Джаошвили выделил четыре основных этапа в истории Грузии, которые повлияли на этнический состав Грузии: от средневековья до конца XVIII века; с XIX века до советизации Грузии в 1921 году; с 1921 года до распада СССР; и наши дни, начиная с провозглашения независимости Грузии.
Поскольку в средние века Грузия оставалась жертвой военной агрессии со стороны своих соседей, её приграничные территории часто покидали грузины, а освобождённые территории были заняты другими этническими группами. В XV веке мусульманское население переселилось в местность Квемо Картли. В эту эпоху осетины также переселились с Северного Кавказа, поселившись в Грузии. К началу XIX века грузины составляли четыре пятых всего населения.
В начале XIX века в Грузию намеренно заселялся большой приток иностранного населения. В 1832 году грузины составляли 75,9 процента от общей численности населения по сравнению с 79,4 процента в 1800 году. Это было определено установлением Российской империей своего господства над Грузией, вытеснив грузинское население у границ другими этническими группами из-за экономических или военных интересов. В начале XIX века Россия вынудила грузин-мусульман переехать из Самцхе-Джавахети в Османскую империю, заменив их армянами, которых Россия побуждала покинуть Иран и Турцию из-за Туркманчайского и Адрианопольского договоров, подписанные соответственно с обеими странами. В 1830 году количество армян-поселенцев достигло 35 тысяч. К 1830 году в Грузии появилось 18 греческих поселений. Кроме того, Грузия также оставалась потенциальным местом проживания демобилизованных российских солдат и религиозных сект вроде духоборов. Во время Первой мировой войны в Грузии также селились курды и ассирийцы.
При советской власти Грузия приняла массовый приток иммигрантов, особенно украинцев, русских, осетин и армян. Кроме того, рост рождаемости среди евреев, азербайджанцев или других этнических групп привел к значительному сокращению этнических грузин, и к 1939 году, впервые в истории Грузии, грузины составляли менее двух третей всего населения. Это снижение контрастировало с эмиграцией после окончания Второй мировой войны, при этом многие из эмигрантов не являлись этническими грузинами. К 1979 году доля грузин составляла 62,1 процента в городах и 75,7 процента в сельской местности.
Распад Советского Союза имел аналогичный эффект, вызвав эмиграцию из Грузии, особенно из зон боевых действий в Абхазии и Южной Осетии. Таким образом, этнические меньшинства в 1989 году составляли 30 % от общей численности населения, а к 2002 году это число снизилось до 16 %.

## Этнические меньшинства в Грузии сегодня
Грузия и по сей день этнически разнообразна. Правительство разработало специальные планы интеграции национальных меньшинств в общество. В августе 2005 года правительство Грузии создало Совет гражданской интеграции и толерантности. Его основная функция заключалась в изучении вопроса толерантности к этническим меньшинствам и уровня их участия в жизни общества. Совет определил шесть основных приоритетных областей для разработки политики и, соответственно, создал шесть рабочих групп внутри совета: Верховенство закона; Образование; Культура; Социальная и региональная интеграция общества; Средства массовой информации; Гражданское участие.

## Образование
Согласно Закону Грузии «Об общем образовании» каждый гражданин Грузии имеет право на получение среднего образования на своем родном языке. Кроме того, в школах обязательно преподавать государственный язык. По состоянию на 2008 год правительство Грузии финансировало:
- 141 армяноязычную школу.
- 117 азербайджаноязычных школ.
- 151 русскоязычную школу.
- 3 осетиноязычные школы.
- 161 двуязычную школу.
- 6 трёхъязычных школ.

Чтобы предоставить равные возможности каждому гражданину Грузии для получения высшего образования в 2008 году, впервые был проведен национальный экзамен по общим навыкам на азербайджанском и армянском языках также.
В 2005 году была основана Школа государственного управления Зураба Жвании при содействии президента и государства с целью внедрения и продвижения демократических ценностей в региональных правительственных и самоуправляемых учреждениях, а также для повышения качества социальных услуг и государственной службы. Школа фокусируется на подготовке государственных служащих и на продвижении преподавания грузинского языка этническим меньшинствам.

## Социальная и региональная интеграция общества
Правительство Грузии определило снижение безработицы в регионах, где проживают этнические меньшинства, как основополагающую цель для их интеграции в общество. С этой целью оно экономически продвигает местный бизнес. Всего было выделено 6 941 500 лари на такие проекты, как переоборудование деревообрабатывающей промышленности, развитие производства строительных материалов, производство мёда и т. д. в регионах проживания национальных меньшинств.

## СМИ
Общественное вещание Грузии (ОВГ) является единственным СМИ, юридически обязанным вести вещание на языках меньшинств. 21 марта 2008 года парламент Грузии изменил Закон о телерадиовещании, и Общественное вещание стало обязано тратить не менее 25 % своего бюджета на программы, связанные с Южной Осетией и Абхазией, а также на программы, касающиеся этнических меньшинств.
Для того, чтобы этнические меньшинства, проживающие в Грузии, были в курсе событий, происходящих в стране, новостная программа Общественного вещателя «Моамбе» выходит в эфир на разных языках: абхазский, осетинский, русский, армянский, азербайджанский и курдский.
С 2007 года проводится еженедельный 50-минутный радиомост совместно с Баку и Ереваном.
Со 2 июня 2007 года на ОВГ в эфир выходит ток-шоу «Итальянский дворик». Его главная цель — способствовать диалогу между этническими меньшинствами, проживающими в Грузии, и способствовать их успешной интеграции в общество. Само шоу проводится на грузинском языке и рассчитано на более широкую аудиторию. Формат был разработан под руководством американского журналиста и продюсера Стэна Мэтьюза. Съёмочная группа ток-шоу действует в соответствии с рекомендациями Совета меньшинств ОВГ и с учётом результатов опросов, проведенных ассоциацией ООН Грузии и другими НПО. Съёмочная группа часто получает письма от этнических меньшинств, проживающих в Самцхе-Джавахети, через почтовые ящики, расположенные в этом регионе. Проект «Итальянский дворик» осуществляется при поддержке USAID в рамках программы «Национальная интеграция и толерантность в Грузии» Ассоциации Объединённых Наций Грузии.

## Гражданское участие
Помимо участия в выборах и в процессе принятия решений, также должны быть более широкие возможности для гражданского участия, что подразумевает мониторинг и консультации. Важным шагом на этом пути стал меморандум, подписанный 26 июня 2008 года между Советом гражданской интеграции и толерантности и Советом по делам этнических меньшинств при аппарате омбудсмена.